# عريك أطلسي
عريك أطلسي (الاسم العلمي Anarhichas lupus)، سمكة بحرية بيوض من شائكات الزعانف وفصيلة أسماك الذئب (ذئاب البحر) موطنها المناطق الباردة والمعتدلة الحرارة من المحيط الأطلسي. قلما تقترب من المجادح. أسرابها متوسطة العدد. جسمها شبه إهليلجي الشكل، كبير القد، يطول نحو 140 سم. رأسها أفطس. شدقها رحب الأنفراج. أسنانها كبيرة حادة الأطراف. عيناها صغيرتان ماسحتان.. جلدها عادم السهف محبحب السطح. زعنفتها الظهرية مستطيلة قاطبة. زعنفتها الذيلية صغيرة محدبة الطرف. ثوبها إلى الخضار البحري الفاتح يعوله تجذيع معترض أسمر تشتد سمرته في الرأس وأعلى الظهر. لحمها جيد الصنف وجلدها مرغوب فيه.